# بريوم حلزوني
بريوم حلزوني (الاسم العلمي:Bryum spirale) هي نوع من النباتات يتبع جنس البريوم من الفصيلة البريوية.